# Municipio de Wawatam
El municipio de Wawatam (en inglés: Wawatam Township) es un municipio ubicado en el condado de Emmet en el estado estadounidense de Míchigan. En el año 2010 tenía una población de 661 habitantes y una densidad poblacional de 12,52 personas por km².

## Geografía
El municipio de Wawatam se encuentra ubicado en las coordenadas 45°44′4″N 84°46′54″O / 45.73444, -84.78167. Según la Oficina del Censo de los Estados Unidos, el municipio tiene una superficie total de 52.78 km², de la cual 40,73 km² corresponden a tierra firme y (22,82 %) 12,05 km² es agua.

## Demografía
Según el censo de 2010, había 661 personas residiendo en el municipio de Wawatam. La densidad de población era de 12,52 hab./km². De los 661 habitantes, el municipio de Wawatam estaba compuesto por el 92,59 % blancos, el 0,3 % eran afroamericanos, el 5,3 % eran amerindios, el 0,15 % eran de otras razas y el 1,66 % eran de una mezcla de razas. Del total de la población el 2,27 % eran hispanos o latinos de cualquier raza.